# アッちゃん
『アッちゃん』は、岡部冬彦による日本の漫画。『週刊朝日』にて1956年から1968年まで連載された。

## 作品概要
“アッちゃん”こと河鹿アツシは「一日でも早く大人になりたい」と思っている、大人も顔負けの考えと行動力を持つ少年。そんなアッちゃんと、婦人雑誌の編集者のパパと、専業主婦のママの3人の典型的な2DKの中流家庭を中心に、近所、学校、パパの会社などさまざまな場所での日常とそこに巻き起こる騒動などを描いている。
1957年から1970年までニッポン放送で、本作をもとにしたラジオドラマが放送された。1961年には『アッちゃんのベビーギャング』『ベビーギャングとお姐ちゃん』と、本作ならびに『週刊文春』連載の『ベビーギャング』を映画化した作品が2作続けて公開された。そして1965年から1966年には日本テレビ系列局でテレビドラマが放送された。

## ラジオドラマ版
1957年2月4日から1970年2月28日までニッポン放送で、月曜 - 土曜の午前に放送の10分間の帯番組として放送。日東紡績の一社提供。放送が13年に及んだため、アッちゃん役は役者が成長し声変わりするたびに交代させていた。
なお、初代アッちゃん役を演じた田中秀幸は「ネットの資料などでは放送開始年が1957年になっていますが、手元に残っている新聞の切り抜きによると1956年11月5日が正確な放送開始日。私の6歳の誕生日（1956年11月12日）の直前だったことを覚えているので間違いありません」と語っている。

### 放送時間
いずれも日本標準時。
- 月曜 - 土曜 10:30 - 10:40 （1957年2月4日 - 1957年3月）
- 月曜 - 土曜 10:15 - 10:25 （1957年4月 - 1963年2月9日）
- 月曜 - 土曜 09:00 - 09:10 （1963年2月11日 - 1970年2月28日）

### 出演者
- 初代アッちゃん0：田中秀幸（1962年12月1日まで）※代役：田中澄夫
- 2代目アッちゃん：長谷川俊公（1962年12月3日から）
- 3代目アッちゃん：柴田淳
- パパ甚六：真木恭介
- ママ夢代：香椎くに子
- 宇瑠沢夫婦：野々浩介、初井言栄
- 野呂夫婦：大塚周夫、山岡久乃
- 海老原：熊倉一雄
- 八百八：前沢迪雄
- 小原：滝口順平

| ニッポン放送 月曜 - 土曜10:15枠 | ニッポン放送 月曜 - 土曜10:15枠              | ニッポン放送 月曜 - 土曜10:15枠             |
| 前番組                          | 番組名                                       | 次番組                                      |
| ------------------------------- | -------------------------------------------- | ------------------------------------------- |
| -                               | アッちゃん （1957年4月 - 1963年2月9日）      | 音楽のひととき                              |
| ニッポン放送 月曜 - 土曜9:00枠  |                                              |                                             |
| ホーム・ソング                  | アッちゃん （1963年2月11日 - 1970年2月28日） | 空からおはよう! ※7:30 - 9:30 【放送枠拡大】 |

## テレビドラマ版
1965年1月12日から1966年11月30日まで日本テレビ系列局で放送の30分番組。国際放映と日本テレビの共同製作。放送時間の変更に合わせて作品タイトルも変化しており、火曜21:00枠での放送時には『アッちゃん』、水曜19:00枠での放送時には『続アッちゃん』、水曜21:00枠での放送時には『新アッちゃん』と題して放送されていた。
『続』までは日本楽器製造（現・ヤマハ）の一社提供で放送されていたが、『新』へのリニューアルとともに雪印乳業の一社提供に変更された。日本楽器製造は、番組放送開始直前まで水曜19:00枠で放送されていた『明日があるさ』を引き継いでの提供である。『新』放送時の代理店は電通であった。
当時子役だった蔵忠芳にとって、本作は出世作となった。アッちゃんの両親役は、当初は前田武彦と高千穂ひづるが務めていたが、『続』へのリニューアルを機に菅原謙二と扇千景に交代した。『新』ではパパ役が根上淳になったが、無印でママ役を務めていた高千穂がママ役に復帰した。原作の登場人物は少ないため、このテレビドラマ版には同じく岡部原作の他の作品から「アツカマ氏」「オヤカマ氏」「レジャー部長」なども登場していた。
河鹿家のセットは、当初は少し豪華な家をイメージしたものになっていたが、1966年10月13日放送分で当時の平均的なサラリーマン家庭をイメージしたものに変更された。
3作品ともにこれまでCSなどでの再放映も無く、これまでにVHSビデオ・LD・DVD・ブルーレイソフト化もされておらず、現在でもフィルムの現存状況は不明である｡

### 放送データ

#### アッちゃん
- 放送期間：1965年1月12日 - 1965年7月27日
- 放送日時：毎週火曜 21時00分 - 21時30分（日本標準時）
- 話数：全29話
- 撮影フィルム：モノクロ16mmフィルム

#### 続アッちゃん
- 放送期間：1965年8月4日 - 1966年3月30日
- 放送日時：毎週水曜 19時00分 - 19時30分（日本標準時）
- 話数：全35話
- 撮影フィルム：モノクロ16mmフィルム

#### 新アッちゃん
- 放送期間：1966年4月27日 - 1966年11月30日
- 放送日時：毎週水曜 21時00分 - 21時30分（日本標準時）
- 話数：全21話
- 撮影フィルム：モノクロ16mmフィルム

#### スタッフ
- 原作：岡部冬彦
- プロデューサー：梅村幹比古、松木功、大久保正雄
- 脚本：柳沢類寿、久板栄二郎、松田暢子、蓮池義雄 ほか
- 演出：中川信夫、出口富雄（出口十三夫）
- 音楽：渡辺宙明
- 制作：国際放映、日本テレビ

#### 主題歌
「アッちゃん」
作詞：前田武彦 / 作曲・編曲：いずみたく / 唄：いしだあゆみ / 主題歌発売元：日本ビクター（音楽レコード事業部、現・ビクターエンタテインメント）

### 出演者
- 河鹿アツシ（アッちゃん）：蔵忠芳
- 河鹿二郎（パパ）：前田武彦（『アッちゃん』のみに出演）
- 河鹿二郎（パパ）：菅原謙二（『続アッちゃん』のみに出演）
- 河鹿二郎（パパ）：根上淳（『新アッちゃん』のみに出演）
- 河鹿高子（ママ）：高千穂ひづる（『アッちゃん』と『新アッちゃん』に出演）
- 河鹿高子（ママ）：扇千景（『続アッちゃん』のみに出演）
- 牛山ソメ子：松井八知栄（声は野村道子による吹き替え）
- ソメ子の父：太宰久雄
- ソメ子の母：松風はる美
- 編集長：十朱久雄
- 船田（パパの同僚）：砂川啓介
- 猿田：稲吉靖
- 伊達：国方伝
- 水森：水森亜土
- 酒屋の息子・信一：木浪茂
- 信一の父：如月寛多
- 二郎（パパ）の父：清水元
- 鮎子（パパの妹）：生田三津子
- 謙おじさん（ママの弟）：三田村元
- 木戸君：太田博之（『新アッちゃん』のみに出演）
- 進藤英太郎
- 松本染升
- 吉川満子
- 堤真佐子

### 放送日程

#### アッちゃん
| 話数 | 放送日         | サブタイトル               | ゲスト出演者           |
| ---- | -------------- | -------------------------- | ---------------------- |
| 1    | 1965年 1月12日 | 子供は書いている           |                        |
| 2    | 1月19日        | あれが僕ん家だ             | 黒丸良                 |
| 3    | 1月26日        | 当って砕けろ               | 久里千春               |
| 4    | 2月2日         | 大人は頼りない             |                        |
| 5    | 2月9日         | 僕だけが知っている         |                        |
| 6    | 2月16日        | 子供には勝てない           |                        |
| 7    | 2月23日        | 家出も楽し                 | 広村芳子               |
| 8    | 3月2日         | ハイ、夕刊です             |                        |
| 9    | 3月9日         | チャンバラが何故悪い       |                        |
| 10   | 3月16日        | 子供は判ってくれない       |                        |
| 11   | 3月23日        | 泣くな男なら               |                        |
| 12   | 3月30日        | 一緒に山へ                 |                        |
| 13   | 4月6日         | 誰が一番偉いか             |                        |
| 14   | 4月13日        | 俺についてこい             |                        |
| 15   | 4月20日        | この気持なんだろう         |                        |
| 16   | 4月27日        | 損して得とれ               |                        |
| 17   | 5月4日         | おとなは世話がやける       |                        |
| 18   | 5月11日        | こどもは邪魔者ではない     |                        |
| 19   | 5月18日        | おとなはフクザツである     |                        |
| 20   | 5月25日        | 泰平ムードはごめんだ       |                        |
| 21   | 6月1日         | ただいま出張中             |                        |
| 22   | 6月8日         | おとななんかになりたくない |                        |
| 23   | 6月15日        | ボクの武勇伝               | 中村是好               |
| 24   | 6月22日        | なぜ・なんで作戦           |                        |
| 25   | 6月29日        | 選挙はおもしろい           | 江戸家猫八、里木佐甫良 |
| 26   | 7月6日         | ボクの顔・ひとの顔         |                        |
| 27   | 7月13日        | 神様、お願いです！         |                        |
| 28   | 7月20日        | 幸せなら手をたたこう       |                        |
| 29   | 7月27日        | 遠い国のお客さん           |                        |

#### 続アッちゃん
| 話数 | 放送日        | サブタイトル           | ゲスト出演者 |
| ---- | ------------- | ---------------------- | ------------ |
| 1    | 1965年 8月4日 | 夢                     |              |
| 2    | 8月11日       | 社長一本参る           |              |
| 3    | 8月18日       | 血統書いりません       | 公門雅之     |
| 4    | 8月25日       | 信じよう友だちを       |              |
| 5    | 9月1日        | 大人はうそつき         |              |
| 6    | 9月8日        | ぼくが一番えらいんだ   |              |
| 7    | 9月15日       | 孤独になりたい         |              |
| 8    | 9月22日       | お店やさんごっこしよう | 関敬六       |
| 9    | 9月29日       | 空港を見張れ           |              |
| 10   | 10月6日       | 消えたパパたち         |              |
| 11   | 10月13日      | 女の子になりたい       |              |
| 12   | 10月20日      | 縁は異なもの           |              |
| 13   | 10月27日      | もめごとなら任しとけ   |              |
| 14   | 11月3日       | ええ、お笑いを一席     | 上田吉二郎   |
| 15   | 11月10日      | おしゃれ問答           |              |
| 16   | 11月17日      | おてがら旅行           | 伊豆肇       |
| 17   | 11月24日      | 悪い子大好き           | 小山潔       |
| 18   | 12月1日       | ガラクタを集めろ       |              |
| 19   | 12月8日       | デラックスで行こう     |              |
| 20   | 12月15日      | 騎士道で行こう         |              |
| 21   | 12月22日      | 自転車作戦             |              |
| 22   | 12月29日      | 天国と地獄             |              |
| 23   | 1966年 1月5日 | もう、7時です          |              |
| 24   | 1月12日       | 小さな小さなしんせつ   | 天田俊明     |
| 25   | 1月19日       | 嘘がいっぱい           |              |
| 26   | 1月26日       | ボクはいそがしくって   |              |
| 27   | 2月2日        | 死んじゃいけない       | 木村俊恵     |
| 28   | 2月9日        | ふしぎな留守番         |              |
| 29   | 2月16日       | 嫌いは嫌い好きは好き   |              |
| 30   | 2月23日       | いつも何かしていたい   |              |
| 31   | 3月2日        | ママの匂い             |              |
| 32   | 3月9日        | もう一人のぼく         |              |
| 33   | 3月16日       | 可愛い子には旅させろ   |              |
| 34   | 3月23日       | 友情A・B・C            |              |
| 35   | 3月30日       | 夢のごうか船           |              |

#### 新アッちゃん
| 話数 | 放送日         | サブタイトル             |
| ---- | -------------- | ------------------------ |
| 1    | 1966年 4月27日 | いたずら日記             |
| 2    | 5月11日        | 或る新婚旅行             |
| 3    | 5月25日        | ママの選んだネクタイ     |
| 4    | 6月8日         | 事情があれば             |
| 5    | 6月29日        | お世辞いうべからず       |
| 6    | 7月6日         | 電話をかけましょう       |
| 7    | 7月27日        | とんだ武勇伝             |
| 8    | 8月3日         | 子供の喧嘩に口出せば     |
| 9    | 8月17日        | ママ怖い                 |
| 10   | 8月31日        | 家の中と外               |
| 11   | 9月14日        | 不思議なプライド         |
| 12   | 9月28日        | もう1人の家族            |
| 13   | 10月5日        | 魔法をかけろ             |
| 14   | 10月12日       | あッ、お兄ちゃんがいない |
| 15   | 10月19日       | パパ遊ぼうよ             |
| 16   | 10月26日       | ヤな奴に負けるな         |
| 17   | 11月2日        | ぼく眠くない             |
| 18   | 11月9日        | おねだりのコツ教えます   |
| 19   | 11月16日       | クセはくせ者             |
| 20   | 11月23日       | やるといったらどこまでも |
| 21   | 11月30日       | しあわせくんを呼ぶ誓い   |